# Beeldenroute Zuiderpark Den Haag
Beeldenroute Zuiderpark Den Haag is een beeldenroute in het Zuiderpark in het stadsdeel Escamp van Den Haag.

## Geschiedenis
Het Zuiderpark werd in 1936 voor het publiek geopend. Een aantal beeldhouwwerken werd speciaal voor het park ontworpen. Rond 1995 waren tien beelden geplaatst. In dat jaar werd het park gerenoveerd en Stroom Den Haag heeft de gelegenheid aangegrepen werken, die als gevolg van ingrepen elders in de stad hun vaste plaats hadden verloren, de vondelingen, een nieuwe plaats in het park te geven, een "tweede" leven. Thans bestaat ook de mogelijkheid beelden, die wegens werkzaamheden elders tijdelijk hun standplaats verliezen, in het park onder te brengen. In het park is een beeldenroute aangelegd (de zogenaamde "dwaalroute" langs een blauwe lijn), die zo ruim is opgezet dat ook nieuwe beelden kunnen worden toegevoegd.

## Collectie
- Eric Boot : Driedelig plastiek (1970)[1]
- Willemien de Bruijn en Bert Haaitsma : Small trees sweet dreams (1999) - uitgevoerd voor het Zuiderpark
- Corinne Franzén-Heslenfeld : Vrouw en man (1945) - ontworpen voor het park
- Jan Goeting : zonder titel (1972) - staat sinds 2015 op het Elandplein
- Marian Gobius : Flora in brons (1985) - ontworpen voor het park in 1945 (zandsteen)
- Frits van Hall : Jan Ligthart monument Ot en Sien (1930) - ontworpen voor het Zuiderpark
- Armand van der Helm : Vier vogeltjes op een tak (1965) - ontworpen voor het Zuiderpark
- Phil van de Klundert : Kunstfruit
- Peter Kortekaas : Ram (1983) - ontworpen voor het Zuiderpark
- Leontien Lieffering : Nature morte (1993) - uitgevoerd voor het Zuiderpark
- Lidi van Mourik Broekman : Fluitspeler (ook Orpheus in de dessa) (1942) - ontworpen voor het Zuiderpark
- Theo van der Nahmer : reliëf mensen, planten en vogels (1945)
- Rudi Rooijackers : Meisje op bank
- Bram Roth : Vrouw en man (1964), Liggende vrouw (1984) en Reliëf (1988)
- Gra Rueb : Kat (1939) en Vrouw (1941) - ontworpen voor het park
- Jan Snoeck : Man (1971)
- Aart van den IJssel : Zon (1961)
- Yumiki Yoneda : Afvalbakken (2000) - uitgevoerd voor het Zuiderpark
- Johan Coenraad Altorf : Dolfijn (1940) - ontworpen voor de spartelvijver

## Fotogalerij

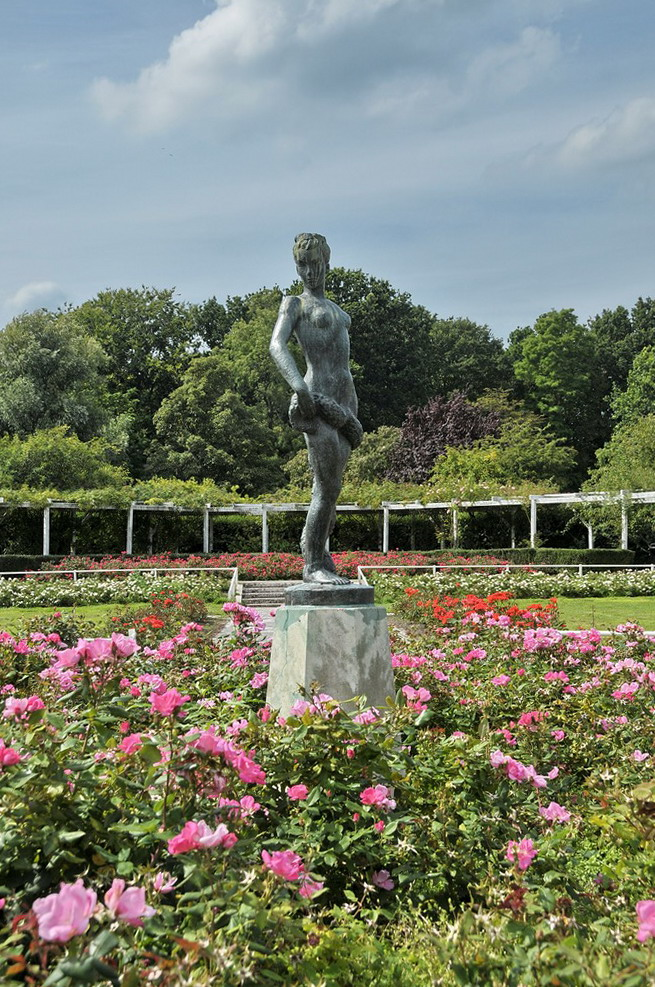
Flora van Marian Gobius
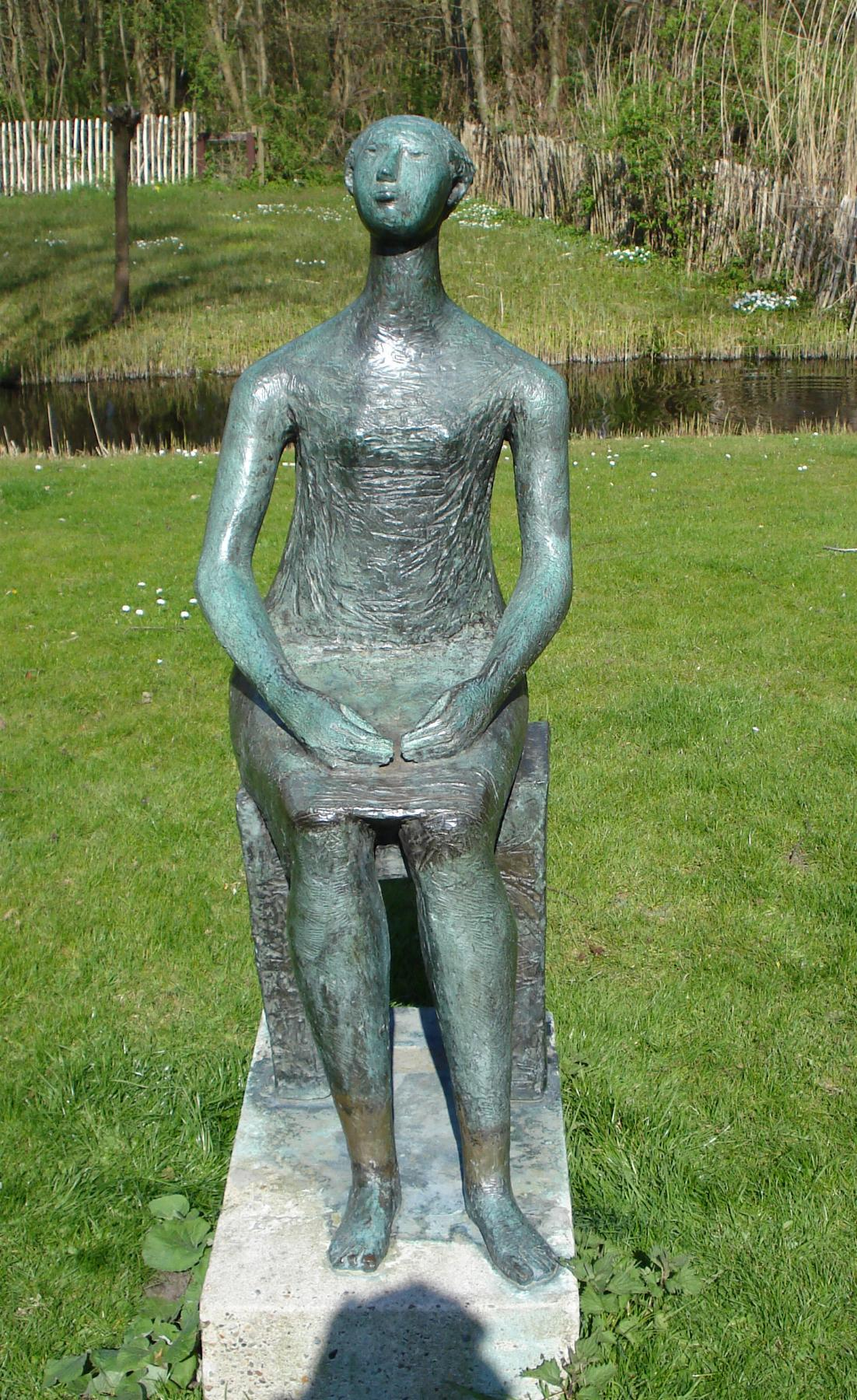
Meisje op bank van Rudi Rooyackers
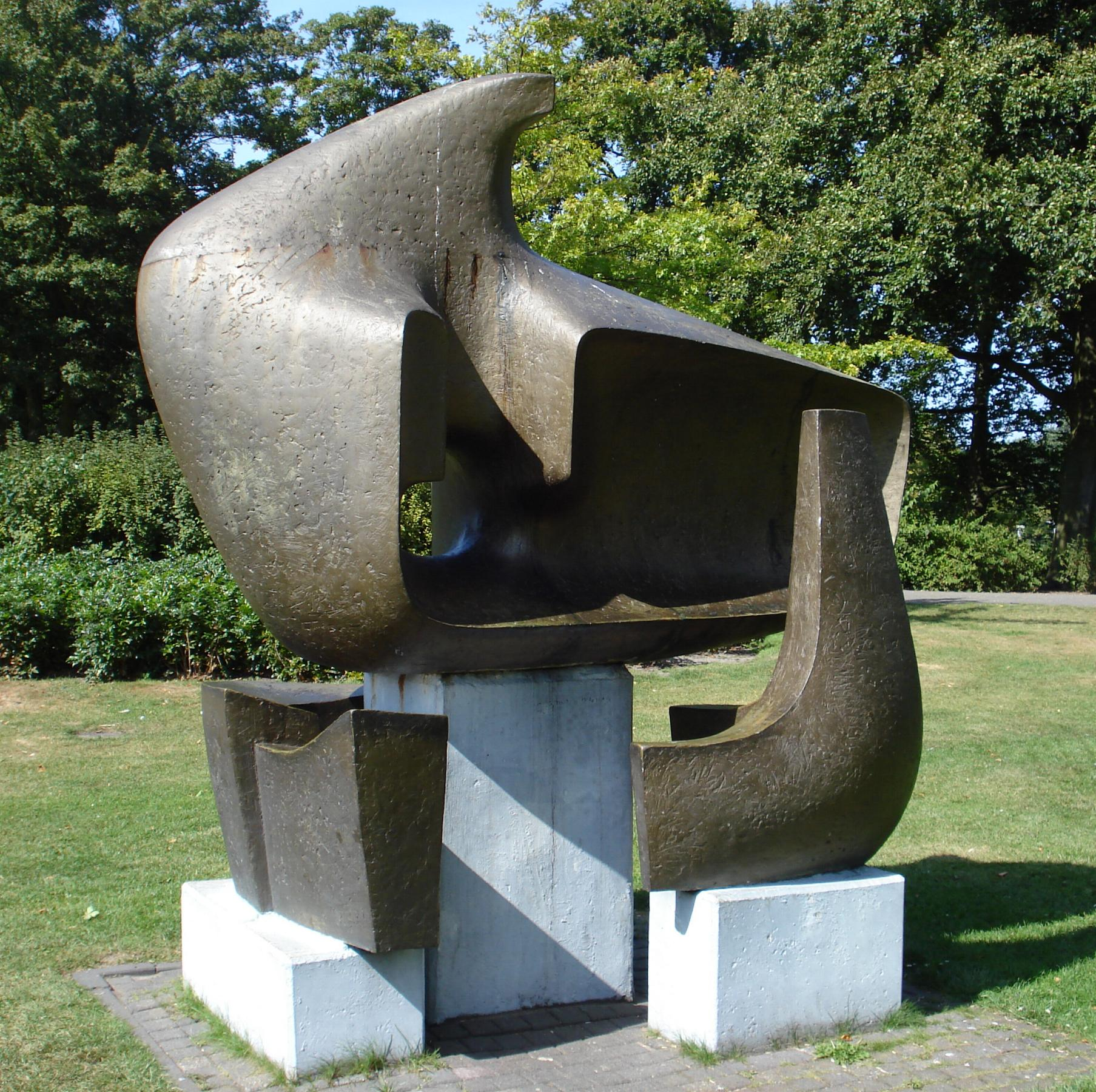
Driedelig plastiek van Eric Boot
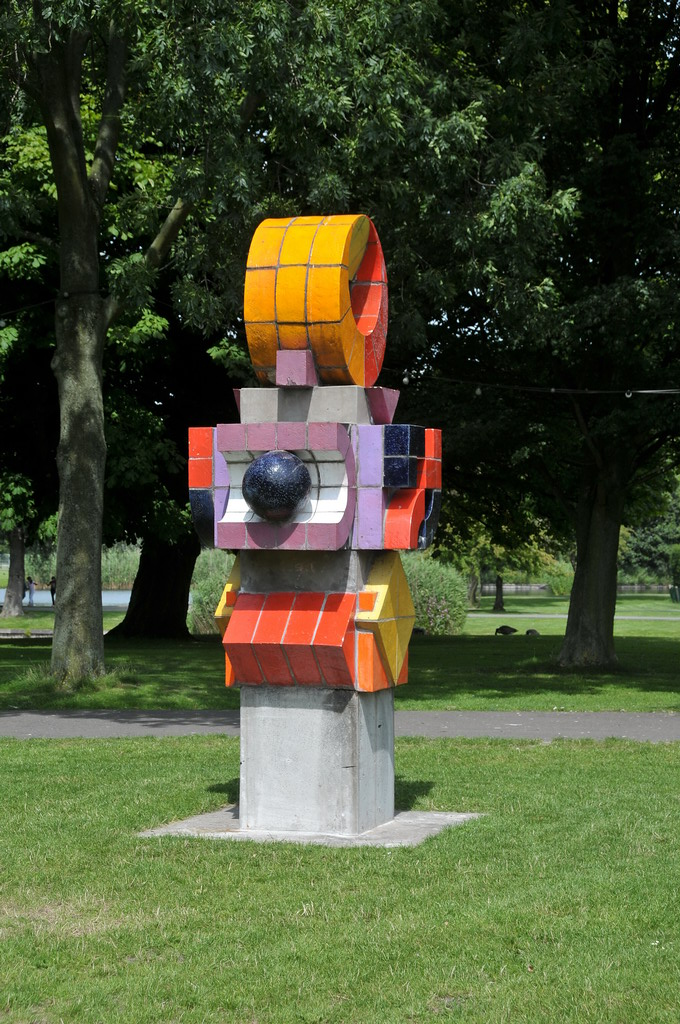
zonder titel van Jan Goeting
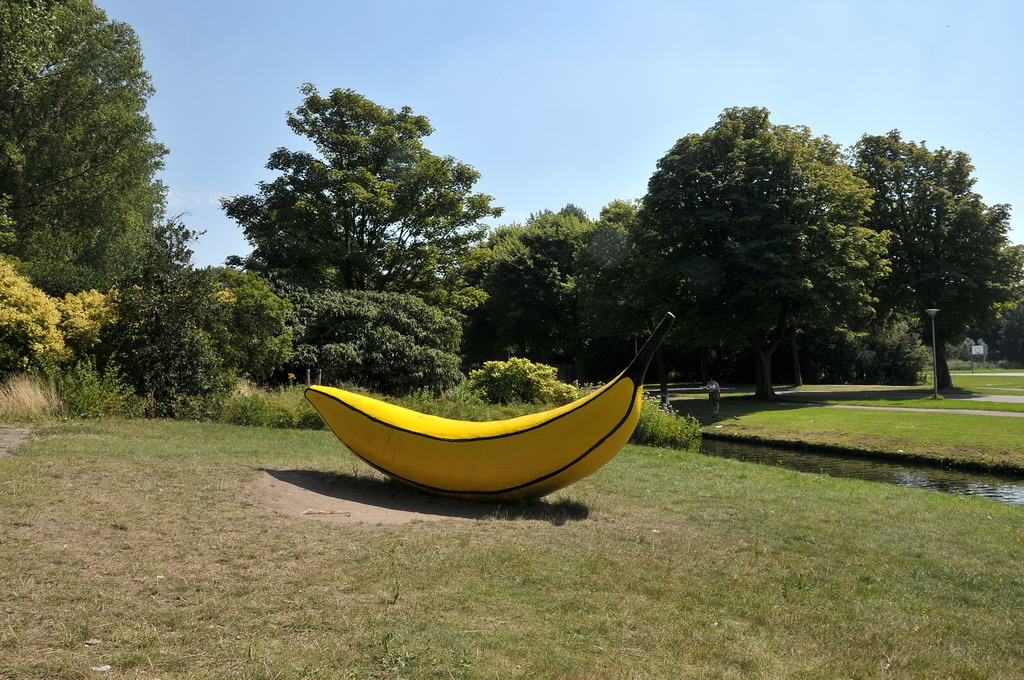
Kunstfruit van Phil van de Klundert